# Puente Piedra (distrito)
O distrito de Puente Piedra é um dos quarenta e três distritos que formam a Província de Lima, pertencente a Região Lima, na zona central do Peru.
Prefeito: Rennán Santiago Espinoza Venegas  (2019-2022)

## Transporte
O distrito de Puente Piedra é servido pela seguinte rodovia:
- PE-1N, que liga o distrito de Aguas Verdes (Região de Tumbes) - Ponte Huaquillas/Aguas Verdes (Fronteira Equador-Peru) - e a rodovia equatoriana E50 - à cidade de Lima (Província de Lima)
- PE-20, que liga o distrito à cidade de Callao (Região de Callao) [1][2][3]